# 斯基德韋萊克 (密歇根州)
斯基德韋萊克（英語：Skidway Lake）是位於美國密歇根州奧格莫縣米爾斯鎮區的一個普查規定居民點。

## 人口
根據2020年美國人口普查的數據，斯基德韋萊克的面積為30.52平方千米，當中陸地面積為29.24平方千米，而水域面積為1.28平方千米。當地共有人口3082人，而人口密度為每平方千米100.98人。